# 희화 (관직)
희화(羲和)는 중국 전한 말기 ~ 신나라의 관직이다.

## 개요
전한 평제 때인 원시 2년(2년) 2월에 처음으로 설치하였으며, 봉록은 2천 석이었다. 교화를 관장하고, 난잡한 제사 · 음란한 음악을 단속하였다. 속관으로 외사(外史) · 여사(閭師)를 두었으며, 둘 다 봉록은 6백 석이었다.
《한서》 권19에는 희화는 전한의 대사농에 해당한다고 기록되어 있는데, 희화가 처음 설치된 원시 연간에도 대사농의 존재가 확인되며 또 직무가 전혀 다른 것으로 보아, 처음에는 두 관직이 별개로 있었다가 대사농이 희화로 흡수된 것으로 보인다.
희화는 신나라 때에도 유지되었다가 명칭이 납언(納言)으로 고쳐졌으며, 신나라 멸망 후 후한 때 대사농으로 되돌려졌다.

## 출전
- 반고, 《한서》 권12 평제기(平帝紀) · 권19상 백관공경표(百官公卿表) 上